# Alopochen mauritiana
O ganso-da-maurícia (Alpochen mauritiana) é uma espécie extinta de ave que era endêmica de Maurício. É um parente próximo do ganso-do-egito (Alopochen aegyptiaca).